# Wer, wenn ich schriee
Georg Friedrich Haas componeerde Wer, wenn ich schriee, hörte mich in 1999.

## Bezetting
De compositie is geschreven voor percussie en ensemble dat bestaat uit:

Dwarsfluit, 2 klarinetten, fagot, saxofoon, hoorn, 2 trompetten, 2 trombones, tuba, 3 violen, 2 altviolen, 2 celli, 2 contrabassen, accordeon en dus percussie.

## Compositie
De compositie begint met een aanzwellend (microtonaal) akkoord voor het gehele ensemble inclusief percussionist; daarna blijft de percussionist alleen over als solist. Na deze introductie probeert het ensemble weer in te breken, maar als vaker in composities van Haas lukt dat niet. Natuurlijk klinkende crescendo's en decrescendo's zorgen er ook voor dat natuurlijke accelerando's en ritenuto's ontstaan. Echter dit alles geeft geen richting aan de uiteindelijke muziek. Soms wordt de muziek van Haas dan ook vergeleken met de eindeloze trap van Maurits Cornelis Escher. Je wordt gevangen in de zich steeds maar herhalende herhaling, zonder dat daar een doel achter zit.

De percussie heeft is dit werk wel de functie van een solopartij; hij brengt de compositie weer op gang, maar breekt hem ook weer af. De solopartij van de percussionist heeft veel weg van een cadenza.
In tegenstelling tot zijn compositie in vain zijn af en toe de afzonderlijke muziekinstrumenten te horen. Na een climax (ongeveer 21 minuten onderweg) zakt de compositie geheel in om langzaam weg te sterven.
De compositie duurt ongeveer een 25 minuten.